# Cultura dos tempos bíblicos
A palavra "cultura" reporta a idéias, costumes, habilidades, artes de um grupo específico de pessoas numa determinada época. A cultura começa a ser incutida em nós a partir da infância, primeiramente pela família onde nascemos ou pela qual fomos adotados. O processo de aculturação continua à medida que somos expostos ao nosso ambiente, educação formal, educação religiosa e amigos ou semelhantes, embora quase nunca percebamos que isso está acontecendo.
Na cultura ocidental, podemos ter o costume de comer três vezes por dia, viver em pequenas famílias nucleares e ouvir música em escritórios, lojas, lares e até nos carros. Podemos aprender que certas palavras e atos são indelicados ou maldosos, e outros, cordiais e amigáveis.
A pessoa de outra cultura porém, pode desconhecer estes e outros aspectos da nossa, tão familiares para nós que raramente pensamos neles.

## Mundo antigo da Bíblia
As pessoas no mundo antigo da bíblia eram tão influenciadas pelas culturas quanto somos pela nossa, e cada escritor bíblico escreveu de acordo com a sua perspectiva cultural. Isto significa que alguns dos termos e conceitos da Bíblia podem ser bem pouco familiares para muitos de nós, devido à distância em que nos encontramos das terras e dos tempos bíblicos e aos muitos séculos de separação.

### Infância
A infância era breve nos dias antigos. As crianças, geralmente em número de sete, cresciam quase sempre em famílias amorosas. Os menores sentavam no colo da mãe e brincavam com vários brinquedos.Embora não houvesse esportes em equipe, as crianças inventavam seus próprios jogos, e os meninos lutavam.
Desde cedo, recebiam tarefas para fazer, como apanhar lenha para acender o fogo, tirar água do poço e cuidar dos rebanhos e do gado.
À medida que crescia, ia ajudando cada vez mais e dominando o trabalho. A menina, aprendia os serviços domésticos com a mãe.
As crianças quase sempre acompanhavam seus pais nas festas religiosas e nos santuários.

### Adolescência
A adolescência, como é para nós, era desconhecida nos tempos bíblicos. A criança tornava-se logo um jovem adulto e era encorajada a participar ao máximo da vida familiar. As jovens não usavam véu nem ficavam reclusas, podiam visitar livremente os amigos e vizinhos quando terminavam as suas tarefas.

## Educação nos Tempos Bíblicos
A educação sempre foi prioridade. A criança era ensinada a compreender a relação especial do seu povo com a espiritualidade. Como a criança era ensinada a princípio pela família, sua compreensão da fé era enriquecida pelas práticas familiares, especialmente refeições ligadas a festas religiosas como a Páscoa. Quando os meninos ficavam mais velhos recebiam do pai ensinamentos sobre sua herança e tradições religiosas.
As escolas elementares eram instaladas pela comunidade, em geral na sinagoga ou na casa do professor. Os meninos começavam a ir à escola com cerca de sete anos e ficavam sentados no chão, junto ao professor, que lhes ensinam a Lei e outras Escrituras. A educação acima do nível elementar era responsabilidade dos rabinos, escribas e fariseus.
- Aprendiam também a ler, escrever e a fazer cálculos, assim como outros assuntos.

## Casamento nos Tempos Bíblicos
O casamento era originalmente uma troca de votos entre a noiva e o noivo, resultante de negociações entre os pais de ambos. Muitos homens se casavam com uma só mulher; outros, tinham duas mulheres ou uma mulher e mais concubinas.
Os casamentos eram freqüentemente arranjados com parentes próximos ou membros do clã ou da tribo. Como a noiva se tornaria membro da família do marido, era importante para os pais do noivo saberem se ela era conveniente ou compatível com seus parentes.
- O consentimento dos noivos era algumas vezes obtido, mas não exigido. O noivado, que ocorria um ano antes do casamento, era um contrato formal.
- A noiva era considerada pertencente ao futuro marido, sendo ele então reconhecido como genro pela família dela.
- O homem noivo ficava isento do serviço militar durante o primeiro ano após a cerimônia de casamento formal.

### Divórcio
Embora o casamento devesse ser para a vida inteira, o marido podia divorciar-se da esposa mediante uma simples declaração com esse efeito. Ela, porém, não podia divorciar-se dele. A Lei exigiu mais tarde um documento para o divórcio, mas era raro que acontecesse um.